# Philosophie du suicide
 (octobre 2015).
 (octobre 2015).
Le point de vue philosophique sur le suicide dépend du courant, de l'époque et de l'auteur considéré. Cependant, pour les auteurs croyants, il rejoint souvent celui de leur religion.

## L'Antiquité
- Hégésias de Cyrène soutenait qu'il n'y a pas de bonheur possible et que la mort est préférable à la vie (sauf pour le sage à qui toutes deux sont indifférentes), aussi conseillait-il le suicide, ce qui le fit surnommer Peisithanatos (« celui qui pousse à la mort »). Son enseignement ayant entraîné de nombreux suicides, le roi Ptolémée III fit interdire ses livres, fermer son école et l'exila.

« Le bonheur est chose absolument impossible, car le corps est accablé de nombreuses souffrances, l’âme qui participe à ces souffrances du corps en est aussi troublée, enfin la Fortune empêche la réalisation de bon nombre de nos espoirs, si bien que pour ces raisons le bonheur n’a pas d’existence réelle. »

- Dans l'un de ses principaux dialogues, Phédon, Platon traite la question du suicide[1].
Les humains sont assignés à résidence et nul n'a le droit de s'affranchir de ces liens pour s'évader. Les dieux sont nos gardiens et nous sommes le troupeau. Pourtant, pour certaines personnes, il arrive qu'il soit préférable d'être mort que de vivre. Mais il ne faut pas se donner la mort, avant qu'un dieu ne nous envoie un signe. Les philosophes acceptent facilement de mourir.
Mais n'est-il pourtant pas révoltant d'abandonner la protection des meilleurs des maîtres ? Tout cela n'a pas de sens, on ne peut vouloir fuir ce qui est bon : il n'y a que les insensés qui se réjouissent de la mort ! Alors pourquoi des hommes sages comme Socrate iraient-ils loin de maîtres meilleurs qu'eux-mêmes ?
Pour Socrate, la croyance que l'on va rejoindre les dieux et certains morts rend injuste la révolte contre la mort. En effet, pour un homme qui a philosophé toute sa vie, il est raisonnable de penser qu'il obtiendra les plus grands biens après sa mort. Les philosophes s'appliquent donc à mourir et être morts.
- Le philosophe néoplatonicien Plotin (205-270), dans le prolongement du Phédon, envisage la possibilité de se suicider pour des raisons philosophiques dans son bref Traité16 (Ennéade I, 9), mais parvient à la conclusion qu'un tel suicide n'est jamais légitime[2].

## L'Ancien Régime
Montaigne, dans Les Essais, déclare « Qui apprendrait aux hommes à mourir, leur apprendrait à vivre » car elle « ne vous concerne ni mort, ni vivant : vivant parce que vous existez, mort parce que vous n'existez plus ». Montaigne aborde la question du suicide pour le condamner comme un acte de désespoir.
René Descartes dit, à son tour qu'« il est vrai que la connaissance de l'immortalité de l'âme et des félicités dont elle sera capable étant hors de cette vie pourrait donner sujet d'en sortir à ceux qui s'y ennuient, s'ils étaient assurés qu'ils jouiraient, par après, de toutes ces félicités ; mais aucune raison ne les en assure, et il n'y a que la fausse philosophie d'Hégésias (…) qui tâche à persuader que cette vie est mauvaise ; la vraie enseigne, tout au contraire, que, même parmi les plus tristes accidents et les plus pressantes douleurs, on y peut toujours être content, pourvu qu'on sache user de la raison. »
Baruch Spinoza, contre les stoïciens, ne voit pas le suicide comme l’expression de la liberté, mais comme la conséquence d’un état de servitude de l’homme soumis à des causes externes qui s’opposent au conatus ou effort pour persévérer dans l’être. Un « homme libre ne pense à rien moins qu’à la mort ». Pour reprendre une expression employée par Gilles Deleuze, la mort venant toujours du dehors et jamais du dedans, le concept d’une pulsion de mort est pour Spinoza proprement « grotesque » car selon lui : « nulle chose ne peut être détruite sinon par une cause extérieure. » (Spinoza, 1988 : 215) « C’est par expérience vague que je sais que je mourrai : en effet, je l’affirme parce que j’ai vu d’autres, semblables à moi, avoir trouvé la mort, bien que tous n’aient pas vécu le même espace de temps et ne l’aient pas trouvée à la suite de la même maladie. » (Spinoza, 2002 : 49) L’homme n’étant pas dans la nature « comme un empire dans un empire  » (Spinoza, 1988 : 199),
David Hume, « Que le suicide puisse être souvent conforme à l'intérêt et à notre devoir envers nous-même, nul ne peut le contester, qui reconnait que l'âge, la maladie ou l'infortune peuvent faire de la vie un fardeau, et la rendre pire que l'annihilation. Je crois que jamais aucun homme ne se défit d'une vie qui valait la peine d'être conservée ».
Denis Diderot, (1713-1784), encyclopédiste français et auteur présumé de l’article « Suicide » dans l’Encyclopédie, dit que la Bible ne condamne pas les suicides de Samson et d’Éléazar, que les martyres de sainte Pélagie et de sainte Apollonia sont de « vrais suicides », que certains pénitents accélèrent leur mort « à force d’austérités ». Il fait l’analyse du Biathanatos de John Donne qui « ne sera certainement pas approuvé par les théologiens orthodoxes » car « la première obligation où l'homme se trouve par rapport à soi-même, c'est de se conserver dans un état de félicité, et de se perfectionner de plus en plus ». Dans son Essai sur les règnes de Claude et de Néron, il étudie la pensée de Sénèque en faveur du suicide de Caton d'Utique sous le coup de la nécessité : « la noble résolution de Pauline » qui a voulu suivre son mari dans la mort. D’après lui, les Romains ne se donnaient pas la mort par dégoût ou par ennui; c’est qu’ils « craignaient la mort moins que nous et qu’ils faisaient moins de cas de la vie ». Cependant, il trouve « qu’il est rare qu’on ne fasse du mal qu’à soi ». Dans La Marquise de Claye et de Saint-Alban, il s’oppose au suicide dit philosophique, provenant du taedium vitae : « Le dégoût de la vie est faux et n’existe que dans une tête dérangée ou mal organisée. Encore n’est-il que momentané. Si les opérations du gouvernement précipitent dans une misère subite un grand nombre de sujets, attendons-nous à des suicides. On se défera fréquemment de la vie partout où l’abus des jouissances conduit à l’ennui, partout où le luxe et les mauvaises mœurs nationales rendent le travail plus effrayant que la mort, partout où des superstitions lugubres et un climat triste concourront à produire et à entretenir la mélancolie; partout où des opinions moitié philosophiques, moitié théologiques, inspireront un égal mépris de la mort. » (…) « On me dégoûta de presque tous les moyens de m’ôter la vie, parce qu’il me semble que loin de s’y opposer, on me les présentait. Nous ne voulons pas apparemment qu’on nous pousse hors de ce monde, et peut-être n’y serais-je plus si elles avaient fait semblant de m’y retenir. Quand on s’ôte la vie peut-être cherche-t-on à désespérer les autres et la garde-t-on, quand on croit les satisfaire; ce sont des mouvements qui se passent bien subtilement en nous. En vérité je ne vivais que parce qu’elles souhaitaient ma mort ».
Selon Emmanuel Kant, l'immoralité du suicide perpétue son idée de morale universelle et d'impératif catégorique : « De même, si la maxime que j'adopte en vue de la libre disposition de ma vie est déterminée, aussitôt que je me demande comment elle devrait être pour qu'une nature, dont elle serait la loi, pût subsister. Il est clair que personne ne pourrait, dans une telle nature, mettre arbitrairement fin à sa vie car un tel arrangement ne serait pas un ordre de choses durable. »
Friedrich Hegel exprime ainsi son refus du suicide fondé sur le statut juridique de la personne et non sur une position morale, naturelle ou religieuse. Notre corps n’étant pas un terme-extérieur, nous ne pouvons en disposer comme d’une Chose qui est séparable de nous. Cependant l’homme « peut » se suicider et ne possède son corps et sa vie que « dans la mesure où c’est sa volonté ». En d’autres termes, il peut se dessaisir de son corps en retirant un des éléments de la possession qu’est l’animus. La question du suicide est donc intimement liée à la volonté qui, dans la conception hégélienne, peut être considérée comme libre, ainsi qu’aux conséquences de son raisonnement juridique.
Arthur Schopenhauer, « La négation de la volonté de vivre n’implique nullement la destruction d’une substance mais purement et simplement l’acte de la non-volonté : ce qui jusqu’ici a voulu ne veut plus. »
Montesquieu dans les Lettres Persanes, en 1721, aborde le sujet du suicide à la lettre 76. Il soutient le fait que si on ne trouve plus de plaisir à vivre, on devrait pouvoir mourir sans se faire blâmer. Il ajoute la valeur religieuse en disant que même si Dieu nous a fait un cadeau en nous donnant la vie, nous avons le droit de ne plus en vouloir une fois qu'il nous ennuie.

## LeXIXesiècle
- Jacques Peuchet constate qu'il est « de la nature de notre société d’enfanter beaucoup de suicides, tandis que [les Berbères et] les Tartares ne se suicident pas. (…) En somme, les rapports entre les intérêts et les esprits, les véritables relations entre les individus sont à créer de fond en comble parmi nous ; et le suicide n’est qu’un des mille et un symptômes de cette lutte sociale, toujours flagrante, dont tant de combattants se retirent parce qu’ils sont las de compter parmi les victimes, et parce qu’ils se révoltent contre la pensée de prendre un grade au milieu des bourreaux. […] Les hommes les plus lâches, les moins énergiques deviennent impitoyables dès qu’ils peuvent faire valoir l’autorité absolue du chef de famille. L’abus de cette autorité est, pour ainsi dire, un succédané vulgaire pour la fréquente soumission et dépendance à laquelle ils doivent se plier bon gré mal gré dans la société bourgeoise. […] Au jaloux, il faut un esclave. Le jaloux peut être aimant, mais l’amour n’est qu’un sentiment de luxe pour la jalousie ; le jaloux est avant tout propriétaire »[9],[10].
- Friedrich Nietzsche, dans Par-delà bien et mal[11] (Jenseits von Gut und Böse) (1886), témoigne de sa connaissance personnelle de la question du suicide : « La pensée du suicide est une puissante consolation. Elle aide à bien passer plus d’une mauvaise nuit. » (IV, § 157). Ceci ne doit pas étonner de la part d'un philosophe qui estimait ne pouvoir répondre à la décadence — et ici entendons le nihilisme et la dépression — que parce qu'il en avait parcouru toutes les figures. Plus profondément, la pensée du suicide, par sa dimension nihiliste radicale, accompagne toute la philosophie de Nietzsche, sa vie durant. Cette pensée ne se propose pas seulement en effet de surmonter le nihilisme au niveau individuel mais également au niveau civilisationnel : symptôme de toute notre culture — au moins depuis Socrate — à l'exception de quelques individualités (Démocrite, Montaigne, Napoléon…) et à de très rares époques (la Renaissance) qui n'en reste pas moins marquées par lui, le nihilisme doit et ne peut être affronté que personnellement par des individualités fortes. Dans le premier volume d’Humain, trop humain[12] (Menschliches, Allzumenschliches) (1878), Nietzsche, dans une perspective anti-religieuse, lance un appel à la raison et au respect du suicidé et de son acte :
II, § 88 Empêchement du suicide : « Il y a un droit en vertu duquel nous pouvons ôter la vie à un homme, mais aucun qui permette de lui ôter la mort : c'est cruauté pure et simple. »
II, § 80 Le vieillard et la mort : « Abstraction faite des exigences qu'imposent la religion, il sera bien permis de se demander : pourquoi le fait d'attendre sa lente décrépitude jusqu'à la décomposition serait-il plus glorieux, pour un homme vieilli qui sent ses forces diminuer, que de se fixer lui-même un terme en pleine conscience ? Le suicide est dans ce cas un acte qui se présente tout naturellement et qui, étant une victoire de la raison, devrait en toute équité mériter le respect : et il le suscitait, en effet, en ces temps où les chefs de la philosophie grecque et les patriotes romains les plus braves mouraient d'habitude suicidés. Bien moins estimable est au contraire cette manie de se survivre jour après jour à l'aide de médecins anxieusement consultés et de régimes on ne peut plus pénibles, sans force pour se rapprocher vraiment du terme authentique de la vie. — Les religions sont riches en expédients pour éluder la nécessité du suicide : c'est par là qu'elle s'insinue flatteusement chez ceux qui sont épris de la vie. » Dans le Crépuscule des idoles, Divagations d'un « inactuel », il illustre la mort choisie comme étant un besoin et un dernier recours contre la décadence[13]:
§ 36 « Mourir fièrement lorsqu’il n’est plus possible de vivre fièrement. La mort choisie librement, la mort en temps voulu, avec lucidité et d’un cœur joyeux, accomplie au milieu d’enfants et de témoins, alors qu’un adieu réel est encore possible, alors que celui qui nous quitte existe encore et qu’il est véritablement capable d’évaluer ce qu’il a voulu, ce qu’il a atteint, de récapituler sa vie. » Le suicide, ou au moins certaines tendances au suicide, sont parfois associées par Nietzsche à la faiblesse et au relâchement : dans Aurore, il écrit (à propos des Allemands) : « leurs vices demeurent, aujourd'hui comme hier, l'ivrognerie et la tendance au suicide (ce dernier est une marque de la lourdeur d'un esprit qui se laisse rapidement entraîner à lâcher les rênes) » (Aurore, III, 207). Nietzsche va encore plus loin contre le suicide, en l'associant au nihilisme : « soupçon (…) qui pourrait facilement mettre les générations futures dans l'effrayante alternative : "Ou bien supprimez vos vénérations - ou bien supprimez-vous vous-mêmes ! Le dernier terme serait le nihilisme ; mais le premier, ne serait-ce pas également - le nihilisme ? » (Le Gai Savoir, livre cinquième, 346) Nietzsche dans cet extrait ne se pose pas de question sur le dernier terme, à savoir se supprimer soi-même, il est certain qu'il s'agit là de nihilisme.
Nietzsche étant fondamentalement du côté de la vie, lorsqu'il vante le suicide ce n'est que pour s'opposer à la morale religieuse qui l'interdit, ou pour permettre à des individus fatigués, malades, de disparaître. Il est aussi préconisé aux faibles de savoir se suicider tandis que les forts, eux, vivent. (Interprétation)
- Pour Émile Durkheim, « C’est la constitution morale de la société qui fixe à chaque instant le contingent des morts volontaires. Il existe donc pour chaque peuple une force collective, d’une énergie déterminée, qui pousse les hommes à tuer. »[14] Pour Wilhem Stekel, « Le suicide devient ainsi «une fuite dans laquelle l’homme cherche à retrouver le Paradis perdu, au lieu de vouloir mériter le ciel. » Il est «désir de l’abîme, de la mère, du retour» et donc une forme de « régression ». « Le dieu, ou plutôt la déesse du suicide nous précipite au sein obscur de la mère. En ce sens, le suicide est un infantilisme. »[15],[16] Pour Bertrand Russell, "(L'école, la presse, et les politiciens) ne peuvent aucunement sauver la race humaine du suicide réciproque[17].

## LeXXesiècle
- Karl Jaspers met en lumière « la question brûlante que posent à tout homme les négations limites du suicidé et du mystique, négation de la vie pour l’un, pour l’autre, négation du monde »[18]. Il rapproche le suicide de l’ascèse monastique, deux modalités de « négation inconditionnée » du monde, « deux héros de la négativité » en quête d’éternel. Par leur sacrifice solitaire, ils attirent notre attention sur l’existence d’une réalité invisible. Leur « acosmisme » ou perte du monde nous éveille à la précarité de la vie[19]. À l’instar de la mort volontaire du moine, le suicide demeure une exception inimitable pour la majorité des humains. Cependant, Jaspers pense que nous, qui ne sommes pas l’exception, nous pouvons quand même jeter un regard sur l’exception et saisir la vérité qu’elle nous révèle sur la destinée humaine[20]. André Malraux dira plus tard que, « si mourir est passivité, se tuer est un acte. » Jaspers insiste sur la fonction d’interpellation associée à la mort volontaire, devant laquelle nous ne pouvons pas rester neutres, et nous sommes obligés de justifier notre propre existence[21]. Emmanuel Mounier, pense qu'il a su poser «la question brûlante que posent à tout homme les négations limites du suicidé et du mystique, négation de la vie par l’un, par l’autre négation du monde»[22].
- Pour Gaston Bachelard, « L'eau est l'élément de la mort jeune et belle, de la mort fleurie, et, dans les drames de la vie et de la littérature, elle est l'élément de la mort sans orgueil ni vengeance, du suicide masochiste. »[23] En déclarant, « Nous sommes pour la mort », Martin Heidegger ne comprend ni le suicide ni la mort qui ne sont pas présents à l'homme tant qu'il est en vie. En commettant un suicide, il agirait en tant qu'être humain sur sa possibilité à choisir sa mort mais pas sur le fait qu'il mourra ou non. En ce sens le suicide ne met fin qu’au Dasein et nous positionne face à la mort de façon « inauthentique » en la niant, l'oubliant et la craignant[24] car « Dès qu'un homme est né il est assez vieux pour mourir. » Pour Ludwig Wittgenstein, l’indicibilité de la morale repose sur la question du suicide, abject et ignoble : « Ce qu’il peut y avoir dans les supplices d’ordre mental se situe au-delà de tout ce qui peut être dit. » (…) « Si le suicide est permis, tout est permis. Si tout n’est pas permis alors le suicide n’est pas permis. Ceci jette une lumière sur la nature de l’Éthique. Car le suicide est, pour ainsi dire, le pêché élémentaire. Et tenter de le connaître, c’est comme tenter de connaitre la vapeur du mercure pour comprendre la nature des vapeurs. Ou bien est-ce qu’en lui-même, le suicide, lui non plus, n’est ni bon ni mauvais[25]! »
- Vladimir Jankélévitch dit : « Il arrive par une absurde contradiction, que le vivant accueille la mort elle-même, pour se délivrer de la mort, soit en se mortifiant, soit en se tuant ; tantôt peu à peu et tantôt d’un seul coup, la mort nous sert à conjurer la mort[26]. »
- La philosophe Simone Weil, dans ses Leçons de Philosophie enseignées dans les temps troublés des années 1933-1934, établit une typologie des différents cas de suicides[27]. Selon qu'ils sont accomplis par « désespoir », par « conscience », ou bien par « honneur ou dévouement », ils ne revêtent ni le même sens ni le même aspect condamnable. Le suicide par désespoir qui a l’injustice ou le malheur pour cause, est condamnable car « on nie absolument la valeur de la vie ». Le suicide par conscience n’est pas condamnable : c’est par exemple « refuser de prêter faux témoignage quand on y est contraint sous peine de mort », ce qui s’apparente au comportement du martyr qui marche, en pleine conscience, vers sa propre mort, afin de demeurer fidèle à la morale, à ses convictions et à sa foi ; c’est encore par exemple, « consentir à se tuer quand on sent que la vie va vous entraîner à faire de vous un assassin (antifascistes allemands) ». Le suicide par conscience est le seul cas de mort consentie et donnée par soi-même qui soit un recours ultime et louable. Enfin, le suicide par honneur ou dévouement consiste à mourir à la place d’un autre jugé plus important que soi, ou « pour un être collectif : patrie, église ». Mais quel que soit le cas, tout consentement à la mort doit néanmoins, pour Simone Weil, s’exécuter avec regret. Et pour que ce consentement à sa propre mort ne masque pas le moyen d’en finir, ce qui serait un suicide déguisé par désespoir, Simone Weil précise les trois conditions auxquelles le suicide est permis : « Le suicide n’est permis que quand il est seulement apparent, quand il y a contrainte et qu’on a pleinement conscience de cette contrainte[28]. »
- Jean-Paul Sartre déclare : « L'homme absurde ne se suicidera pas ; il veut vivre, sans renoncer à ses certitudes, sans avenir, sans espoir, sans illusions… et sans résignation. Il regarde la mort avec une attention passionnée et cette fascination le libère. Il expérimente la « divine irresponsabilité » de l'homme condamné. (…) La réalité humaine peut se choisir comme elle l'entend, mais ne peut pas ne pas se choisir, elle ne peut même pas refuser d'être : le suicide en effet, est choix et affirmation : d'être »[29].
- Emmanuel Lévinas s'inscrit radicalement contre la proposition du suicide. « La mort n'est jamais un présent. C'est un truisme. (…) Le suicide est un concept contradictoire. L'éternelle imminence de la mort fait partie de son essence. Dans le présent où la maîtrise du sujet s'affirme, il y a espoir. L'espoir ne s'ajoute pas à la mort par une espèce de salto-mortale, par une espèce d'inconséquence ; il est dans la marge même qui, au moment de la mort, est donnée au sujet qui va mourir. Spire-spero »[30],[31].
- Maurice Blanchot : « Le véritable acte philosophique est la mise à mort de soi-même (le mourir de soi). Le suicide comme mouvement mortel du même ne peut jamais être projeté, parce que l'événement du suicide s'accomplit à l'intérieur d'un cercle à l'écart de tout projet, peut être de toute pensée, ou de toute vérité (…invérifiable, inconnaissable, toute raison parait sans convenance). Se tuer, c'est s'établir dans l'espace interdit à tous, c'est-à-dire à soi-même : la clandestinité, le non-phénoménal du rapport humain, est l'essence du « suicide », toujours caché, moins parce que la mort est en jeu que parce que mourir, la passivité même, y devient action et se montre dans l'acte de se dérober, hors phénomène »[32].
- Emil Cioran, philosophe roumain grandement inspiré par Nietzsche et Schopenhauer, a beaucoup écrit sur la mort, mais aussi sur le suicide. Il aborde particulièrement le sujet dans une de ses œuvres clefs, De l'inconvénient d'être né.
Considérant que la vie est ridicule, déplorable, une sorte de maladie, une farce, le suicide est une sorte de moyen de rendre la vie supportable. Il n'a cependant jamais encouragé le suicide comme solution concrète. Il voyait le suicide plutôt comme une solution abstraite : « Je passe mon temps à conseiller le suicide par écrit et à le déconseiller par la parole. C'est que dans le premier cas il s'agit d'une issue philosophique ; dans le second, d'un être, d'une voix, d'une plainte… »[33] 
Il y a, en effet, une immense différence entre la joie qu'apporte l'idée que nous puissions sortir de la vie quand bon nous semblera, et le fait de réellement mettre fin à ses jours. En fait, cette pensée du suicide était pour lui comme une façon de passer au travers de la vie : c'est l'idée du suicide qui rend la vie agréable en nous faisant comprendre que le suicide reste une solution finale au cas où notre vie serait totalement inacceptable. Être enchaîné dans la vie, ne serait-ce pas la pire des cruautés ? De plus, Il considérait que de toute façon « ce n’est pas la peine de se tuer puisqu’on se tue toujours trop tard. »[34]
Mais il généralisera en disant que c'est l'idée de la mort qui reste la véritable source de nos impulsions vitales : « Pendant des années, en fait pendant une vie, n'avoir pensé qu'aux derniers moments, pour constater, quand on en approche enfin, que cela aura été inutile, que la pensée de la mort aide à tout, sauf à mourir ! »[35]. Il déclare : « Les romantiques furent les derniers spécialistes du suicide. Depuis, on le bâcle… »
- Albert Camus aborde dans Le Mythe de Sisyphe, l'idée de suicide, thème central de l'essai. Il entame d'ailleurs le livre par « Il n'y a qu'un problème philosophique vraiment sérieux : c'est le suicide ». Il tente de montrer dans cet essai « la mesure exacte dans laquelle le suicide est une solution à l'absurde ». Cependant, même si le suicide était une manière de résoudre l'absurde, Camus le rejette car selon lui il ne faut pas résoudre l'absurde mais l'affronter, par la révolte, idée qu'il développera plus amplement dans son ouvrage L'Homme révolté.
Pour autant, la véritable question qu'il pose, et qui retient l'attention depuis toujours de toute l'humanité, est la suivante : la vie vaut-elle la peine d'être vécue ? Démontrant d'abord l'absurdité de la vie, en cela qu'elle se limite irrémédiablement à la mort, il examine ensuite la pertinence du suicide comme réponse à cette absurdité. Il la mettra rapidement de côté en y opposant une vie révoltée et en défiant la mort. De cette tension découle une morale du présent, où chaque action ne peut avoir de sens que par l'augmentation quantitative et qualitative des expériences du vécu. La grandeur de l'homme se trouve dans son affrontement permanent avec la mort ; savoir tirer toute la richesse de la vie par cette révolte, telle est l'une des missions essentielles, pour A. Camus, de l'humanité.
- Roland Barthes : « Pour que le sujet de la scène se pourvoit d’un dernier mot vraiment péremptoire, il ne faut pas moins que le suicide (…) Le N. V. S. (le non-vouloir-saisir, expression imitée de l’Orient) est un substitut retourné du suicide. Ne pas se tuer (d’amour) veut dire : prendre cette décision, de ne pas saisir l’autre »[36]. Caraco, philosophe et écrivain francophone qui développa un pessimisme plus noir encore que celui de Cioran, estimait que la mort était l'unique but de l'homme : « Nous tendons à la mort, comme la flèche au but et nous ne le manquons jamais, la mort est notre unique certitude et nous savons toujours que nous allons mourir, n'importe quand et n'importe où, n'importe la manière. Car la vie éternelle est un non-sens, l'éternité n'est pas la vie, la mort est le repos à quoi nous aspirons, vie et mort sont liés, ceux qui demandent autre chose réclament l'impossible et n'obtiendront que la fumée, leur récompense. »[37] Il se suicidera à l'âge de 52 ans. Pour Edgar Morin, « Là où le suicide se manifeste, non seulement la société n’a pu chasser la mort, non seulement elle n’a pu donner le goût de la vie à l’individu, mais encore elle est vaincue, niée ; elle ne peut plus rien pour et contre la mort de l’homme (…) « avec la déification de soi-même, naît l’angoisse extrême de la mort qui apporte la tentation extrême de la mort ». René Girard identifie comme cause du suicide, par l'analyse de textes sacrés, mythiques ou littéraires, l'universalité du désir mimétique et le danger de l'indifférenciation dans les sociétés humaines, lié à la crainte du drame mimétique où chacun devient le rival de l'autre et dont la résolution passe par la désignation et l'expulsion d'un bouc émissaire afin de stabiliser la société[38].
- Michel Foucault, quant à lui, pressent « la possibilité des lieux sans géographie ni calendrier où on entrerait pour y chercher, au milieu des décors les plus absurdes avec des partenaires sans nom, des occasions de mourir libres de toute identité ; on y aurait un temps indéterminé, des secondes, des semaines, des mois peut-être, jusqu'à ce que se présente avec une évidence impérieuse l'occasion dont on reconnaîtrait aussitôt qu'on ne peut la manquer : elle aurait la forme sans forme du plaisir, absolument simple »[39].
- Pour Marcel Conche, « Il est de fait que des hommes, philosophes ou non, pensent, en raison et en conscience, avoir le droit de mourir volontairement. Si ce droit leur était ôté, ils se sentiraient enfermés dans la vie comme dans une prison. Dès lors, ils ont effectivement ce droit. Le droit de librement mourir appartient, ou non, à chacun, selon qu'il se le reconnaît ou non. C'est un droit dès qu'en conscience on se le reconnaît »[40].

## LeXXIesiècle
- George Steiner : « Peut-être que quiconque se penche sur la panne de sens moral de l'ère moderne ne pourrait plus supporter de vivre »[41].-, ou comme Jean Améry, choisir la valeur sur la raison. Jacques Derrida et Jurgen Habermas, dans Le « Concept » du 11 septembre, s'interrogent sur ce qu’est un « événement majeur » à la lumière de l'analyse auto-immunitaire des suicides réels et symboliques. Pour Gilles Lipovetsky, la société d'hyperconsommation du « bonheur paradoxal » où le plus grand nombre se déclare plutôt heureux alors qu'il n'y a jamais eu autant de dépressions, multiplie les jouissances privées mais se montre incapable de faire progresser la joie de vivre. Il pointe les dangers de l'hyperindividualisme, de l'hypermodernité marchande et culturelle mais sans sombrer dans le catastrophisme et le pessimisme radical, de la « mode totale », de l'« écran global », de l'« individualisme extrême », « le pire des scénarios, à l'exception de tous les autres ». (…) « Les devoirs envers soi-même et ceux envers la société, obligeant l’homme à respecter sa propre vie, le suicide ne pouvait qu’être assimilé à un acte indigne. », Gilles Lipovetsky, Le crépuscule du devenir. Michel Thévoz, dans L'Esthétique du suicide, juge la peinture, et l’art en général, comme une esthétique de l’effacement du sujet et de la culture, un suicide du symbolique et de la civilisation, le sujet s’effaçant et accédant à son humanité, par le symbole et la représentation. La figure métaphorique de ce procès serait le suicide « spectaculaire (générateur d’une iconographie foisonnante) » du Christ par « l’assomption du corps par le symbole ». Mais, la croyance en l’au-delà de la mort a disparu à partir de la pendaison[réf. souhaitée] de Martin Luther. Ce symbole est selon Bernard-Henri Lévy, sainte Véronique recueillant l’image du Christ sur un linceul, la réhabilitation de l’impression, des figures, des visages, et donc de l’art, deuxième «moment» de cette dialectique sans nécessité. » Peter Sloterdijk : "Il faut être radicalement désespéré ou incroyablement fier pour se suicider[42]. (…) De même que la psychologie sait que les gens qui se suicident sont au fond les meurtriers d’un autre, de même il y a des meurtriers qui se suicident en s’anéantissant eux-mêmes dans l’autre[43]. Selon Slavoj Žižek, le sens ultime du suicide est le sacrifice du sens, la "Parallaxe", le fait que la réalité elle-même puisse changer selon la façon dont on l’aborde afin de distinguer le « contenu matérialiste caché du sacrifice religieux kierkegaardien », « la forme même de l’entrée du sujet dans le symbolique » car le sujet ne peut s’inscrire dans un ordre symbolique qu’à la condition d’y opposer un « non » radical : le refus de la transcendance, existant dans le suicide[44].
- Bernard Stiegler voit en Facebook une dictature télécratique qui crée des individuations involontaires, en référant à Socrate qui affirme que le savoir n'est bon que si je peux y contribuer[45]. Tweeter produit de la transindividuation[46]. Il parle d'obésité culturelle et d'hyper-philistins[47]. Les appareils de production d'énergie libidinale se voient court-circuités et transformés en pulsions auto-destructrices[48]. Georges Didi-Huberman analyse l'image de « néo-capitalisme télévisuel, fascisme nouveau », dans « L'article des lucioles » de Pier Paolo Pasolini en 1975, à « abjurer » ou « suicider » son propre « amour du peuple »[49]. Michel Onfray défend, dans Féeries anatomiques, la mort volontaire qui nous aide à se dégager de la morale chrétienne car elle élit la vie contre la mort, l'hédonisme contre la souffrance et la liberté contre la soumission. Il pense que le stoïcisme est incontournable dans la question du suicide. Le pessimisme pour Onfray est une étape transitoire destinée à être remplacée par « l'hédonisme tragique » qu'il remet en cause dans sa « métaphysique de la stérilité »[50]. Cynthia Fleury reprend la thèse de Xavier Pommereau sur le suicide : « Quelles que soient les raisons qu'il se donne, le sujet ignore tout à la fois ce qu'il fuit et ce qu'il vise à travers son geste. » Ce qui est rémanent c'est souvent cette déconnexion, se déconnecter pour faire cesser la souffrance, chez les jeunes et moins jeunes sujets, mais sans doute est-elle plus prégnante encore chez les plus jeunes, dans la mesure où ils se sentent moins liés, moins responsables de ceux qui les entourent[51] Charles Pépin pense que "La vie est douce dès lors qu’on y renonce." (…) "Le secret de l'héroïsme, c'est que l'inconscient ne fait pas de place à la mort." Alexandre Jollien est troublé par "Primo Levi. Un homme échappe au camp de concentration, trouve la force de survivre dans des conditions extrêmes et, une fois dehors, plus de 40 ans après, lorsque la vie semble avoir repris un cours plus doux, voilà qu’il choisit, selon toute apparence, de se donner la mort. Choisir ne convient peut-être pas, car peut-on vraiment parler de choix quand le désespoir nous pousse à accomplir ce geste ultime ?" Pour Toni Negri, « l'extinction de la société civile et son vaste tissu d'institutions était en partie l'effet de la baisse de la présence sociale de la classe ouvrière, ses organisations et ses syndicats (...) et de l'aveuglement de l'espoir de la transformation ou, vraiment, un suicide des capacités entrepreneuriales, liquéfié par l'hégémonie du capital financier et la valeur exclusive du loyer comme un mécanisme de cohésion sociale[52]. » Gaspard Koenig compare « l'opposition à l'euthanasie active (à) la condamnation du suicide sous l'Ancien Régime, et (à) la sophistication des arguments bioéthiques d'un Axel Kahn, par exemple, (qui) rappelle les interminables arguties théologiques sur le sujet[53]. »